# Grace Chisholm Young

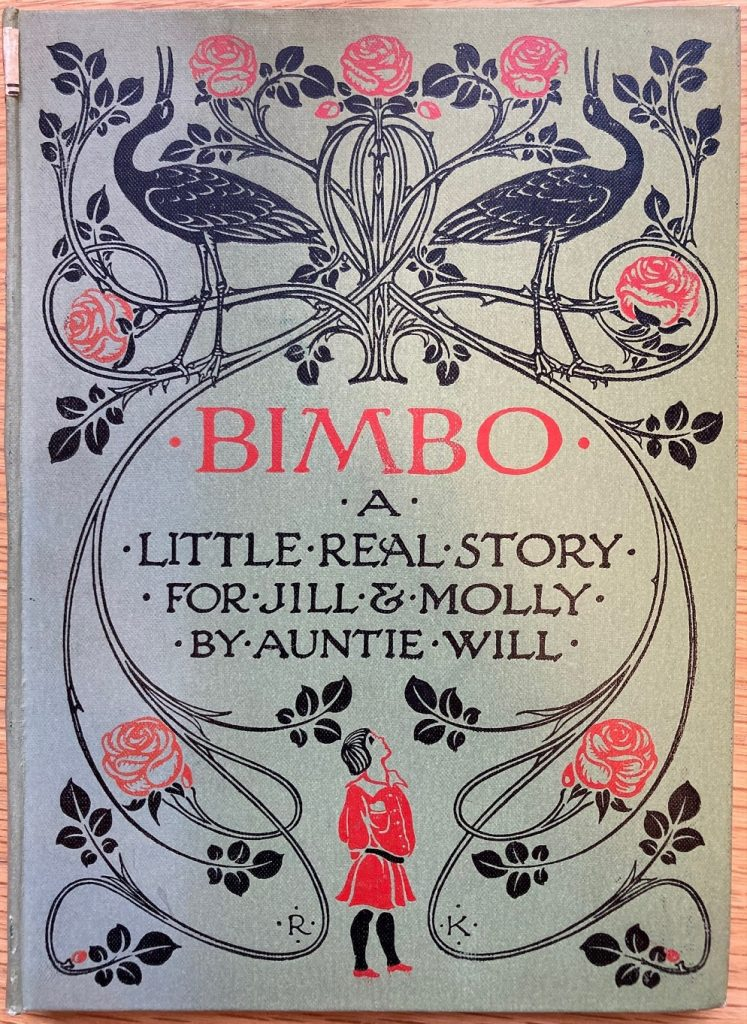
"O mică poveste reală" - de Grace Chisholm Young, o carte pentru copii, care explică celor mici de unde vin bebelușii

Grace Chisholm Young (n. 15 martie 1868 – d. 29 martie 1944) a fost o femeie-matematician engleză.
A studiat la colegiul Girton College din Cambridge, a continuat studiile la Universitatea Göttingen din Germania, unde, în 1895, devine prima femeie care obține un doctorat (și anume în matematică) la această instituție de învățământ.
Primele sale scrieri le-a publicat sub numele soțului ei, matematicianul William Henry Young, cu care a colaborat de-a lungul întregii vieți.
Pentru contribuțiile aduse în domeniul calculului infinitezimal, i s-a decernat premiul Gamble Prize.